# فیلدینگ (یوتا)
فیلدینگ (به انگلیسی: Fielding) شهری در ایالت یوتا کشور ایالات متحده آمریکا است که جمعیت آن در سرشماری سال ۲۰۱۰ میلادی، ۴۵۵ نفر بوده‌است.